# Campionati mondiali di pentathlon moderno 1989
I campionati mondiali di pentathlon moderno 1989 si sono svolti a Budapest, in Ungheria, dove si sono disputate le gare maschili individuali ed a squadre, ed a Wiener Neustadt, in Austria, dove si sono disputate le gare femminili individuali ed a squadre.

## Risultati

### Maschili
| Evento              | Oro                                                      | Argento                                                                        | Bronzo                                                                  |
| Individuale         | László Fábián                                            | Attila Mizsér                                                                  | Petr Blažek                                                             |
| A squadre           | Ungheria János Martinek László Fábián Attila Mizsér      | Unione Sovietica Leonid Vitoslavskiy Anatolij Starostin Vakht'ang Iagorashvili | Cecoslovacchia Milan Kadlec Tomáš Fleissner Petr Blažek                 |
| Staffetta a squadre | Ungheria Attila Kálnoki Kis Gábor Martinek Attila Mizsér | Germania Ovest Ulrich Czermak Nico Motchebon Uwe Zimmer                        | Unione Sovietica Vakht'ang Iagorashvili Oleg Plaksin Anatolij Starostin |

### Femminili
| Evento      | Oro                                              | Argento                                         | Bronzo                                                           |
| Individuale | Lori Norwood                                     | Irene Kovács                                    | Caroline Delemer                                                 |
| A squadre   | Polonia Dorota Idzi Anna Sulima Iwona Kowalewska | Stati Uniti Lori Norwood Kim Arata Teresa Lewis | Italia Barbara Boccolari Fabrizia Alessandrini Federica Foghetti |

## Medagliere
| Posizione | Paese            |   |   |   | Totale |
| --------- | ---------------- | - | - | - | ------ |
| 1         | Ungheria         | 3 | 2 | 0 | 5      |
| 2         | Stati Uniti      | 1 | 1 | 0 | 2      |
| 3         | Polonia          | 1 | 0 | 0 | 1      |
| 4         | Unione Sovietica | 0 | 1 | 1 | 2      |
| 5         | Germania Ovest   | 0 | 1 | 0 | 1      |
| 6         | Cecoslovacchia   | 0 | 0 | 2 | 2      |
| 7         | Francia          | 0 | 0 | 1 | 1      |
| 7         | Italia           | 0 | 0 | 1 | 1      |
| Totale    | Totale           | 5 | 5 | 5 | 15     |